# Auguste Kerckhoffs
Auguste Kerckhoffs von Nieuwenhoff (Nuth, 19 de gener de 1835 - 9 d'agost de 1903) fou un lingüista i criptògraf neerlandès.

## Biografia
Auguste Kerckhoffs von Nieuwenhoff va néixer a Nuth, Països Baixos. Estudiar a la Universitat de Lieja on va obtenir el títol de Doctor en Lletres. Després d'un període en què ensenya a França i els Països Baixos, va obtenir plaça com a professor d'alemany a l'École des Hautes Études Commerciales i a l'École Aragó.

## Contribucions

### En criptografia
Auguste Kerckhoffs von Nieuwenhoff va ser el primer a publicar assaigs sobre criptografia militar al Journal des Sciences Militaires francès. Aquests assaigs no només van ser una revisió de l'estat de l'art d'aquesta disciplina sinó també una renovació per les tècniques franceses en la matèria, que es van concretar en el Principis de Kerckhoffs, bàsics per al correcte disseny de sistemes criptogràfics.

### En lingüística
Auguste Kerckhoffs von Nieuwenhoff va ser durant un temps secretari general de l'associació francesa per a la difusió de l'idioma volapük, idioma del que el 1886 va publicar un curs complet. La seva voluntat de reformar aspectes d'aquest idioma degenerar en un conflicte amb el seu creador, Johann Martin Schleyer que va conduir finalment a un cisma dins del moviment.